# Shakhbuz (raion)
Shakhbuz (en azéri Şahbuz) est un district (ou raion) d'Azerbaïdjan situé dans la république autonome du Nakhitchevan. Sa superficie est de 815 km2, sa population de 21 079 habitants.
Sa capitale est Shakhbuz. Le rayon de Chakhbouz a été créé le 8 août 1930. Au nord et à l'est, il est bordé par la République d'Arménie. La superficie du rayon est de 836,58 kilomètres carrés . Il y a 1 ville, 1 règlement et 22 villages dans le rayon.
Le rayon de Chakhbouz est situé au nord de la république autonome du Nakhitchevan. C'est une région montagneuse. Salvarti (3162 m), Utchgardach (3156 m) et Ketchaldagh (3115 m) sont les points les plus élevés. Comme le reste de la république, de nombreuses eaux souterraines coulent ici, telles que « badamli », « bitchanaque », « batabat », « caravansérail » et autres eaux minérales. Il y a du soufre, des matériaux de construction, des dépôts de tourbe. Le rayon a la rivière Nakhitchevantchay et ses affluents - Kuku, Chakhbouz, Salvarti - et les lacs Ganligol et Batabat. Les montagnes sont fortement boisées. La station "Badamli" a été construite près de l'usine d'eau minérale de Badamli.

## Personnes célèbres
- Arif Hachimov
- Rafig Mehdiyev
- Mammad Ibrakhimov[3]

## Population
La population du rayon comprend 21 800 personnes. La densité de population atteint 23,7 habitants au kilomètre carré de ce rayon.
| Municipalité      | Population |
| Chakhbouz         | 3507       |
| Ketchili          | 1663       |
| Kolaiı            | 1379       |
| Kuku              | 1451       |
| Chahbouzkand      | 1187       |
| Kuluch            | 1169       |
| Bitchanaque       | 1157       |
| Badamli           | 1078       |
| Achaghi Guichlag  | 904        |
| Nursu             | 799        |
| Mahmudoba         | 797        |
| Guizil Guichlag   | 692        |
| Salasuz           | 588        |
| Guney Guichlag    | 545        |
| Ayiınj            | 544        |
| Youkharı Guichlag | 516        |
| Gomur             | 474        |
| Aghbulag          | 436        |
| Turkech           | 399        |
| Daylagli          | 395        |
| Maralique         | 215        |
| Kitchikoba        | 171        |
| Chada             | 161        |
| Total             | 21.800     |

## Galerie

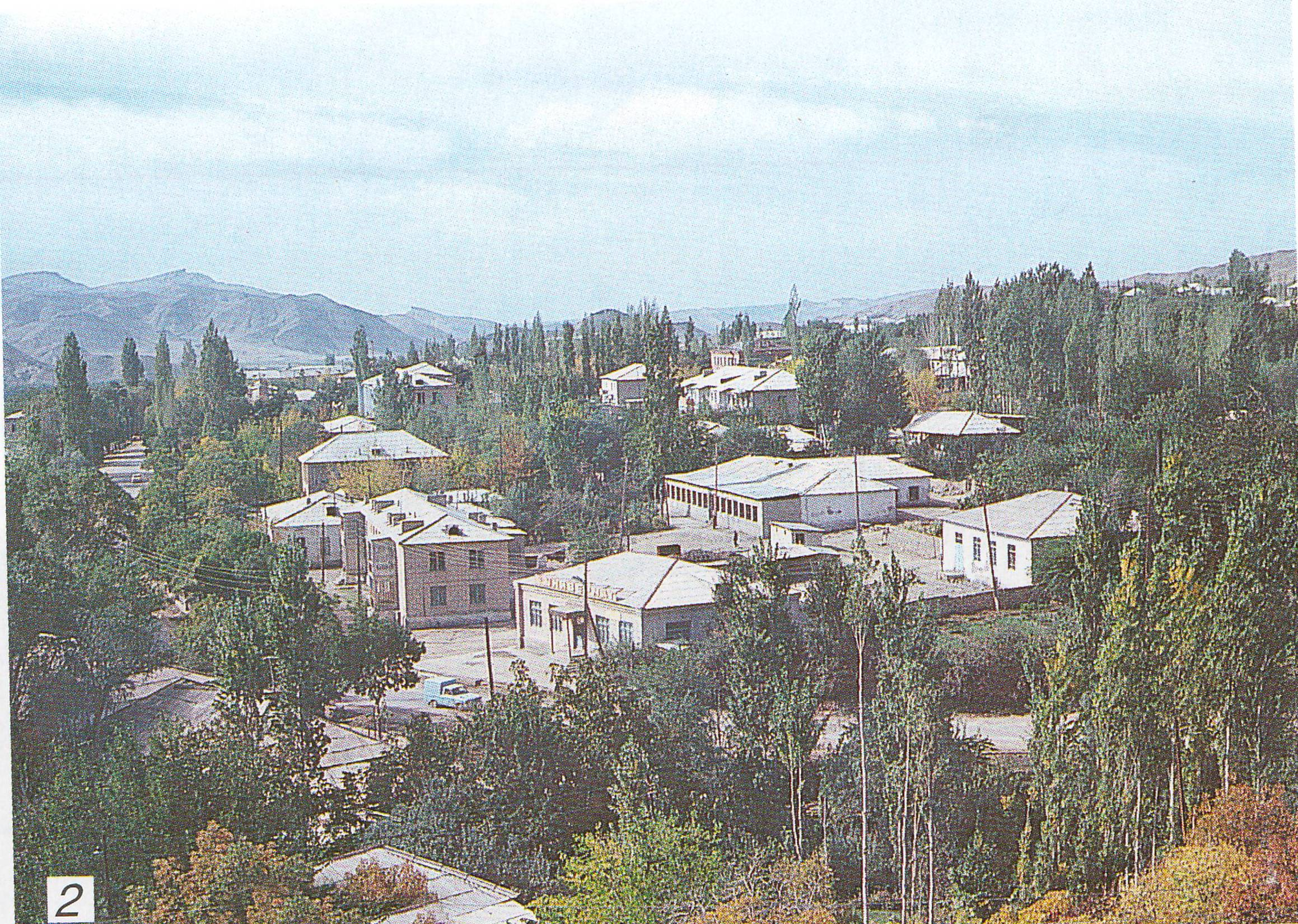
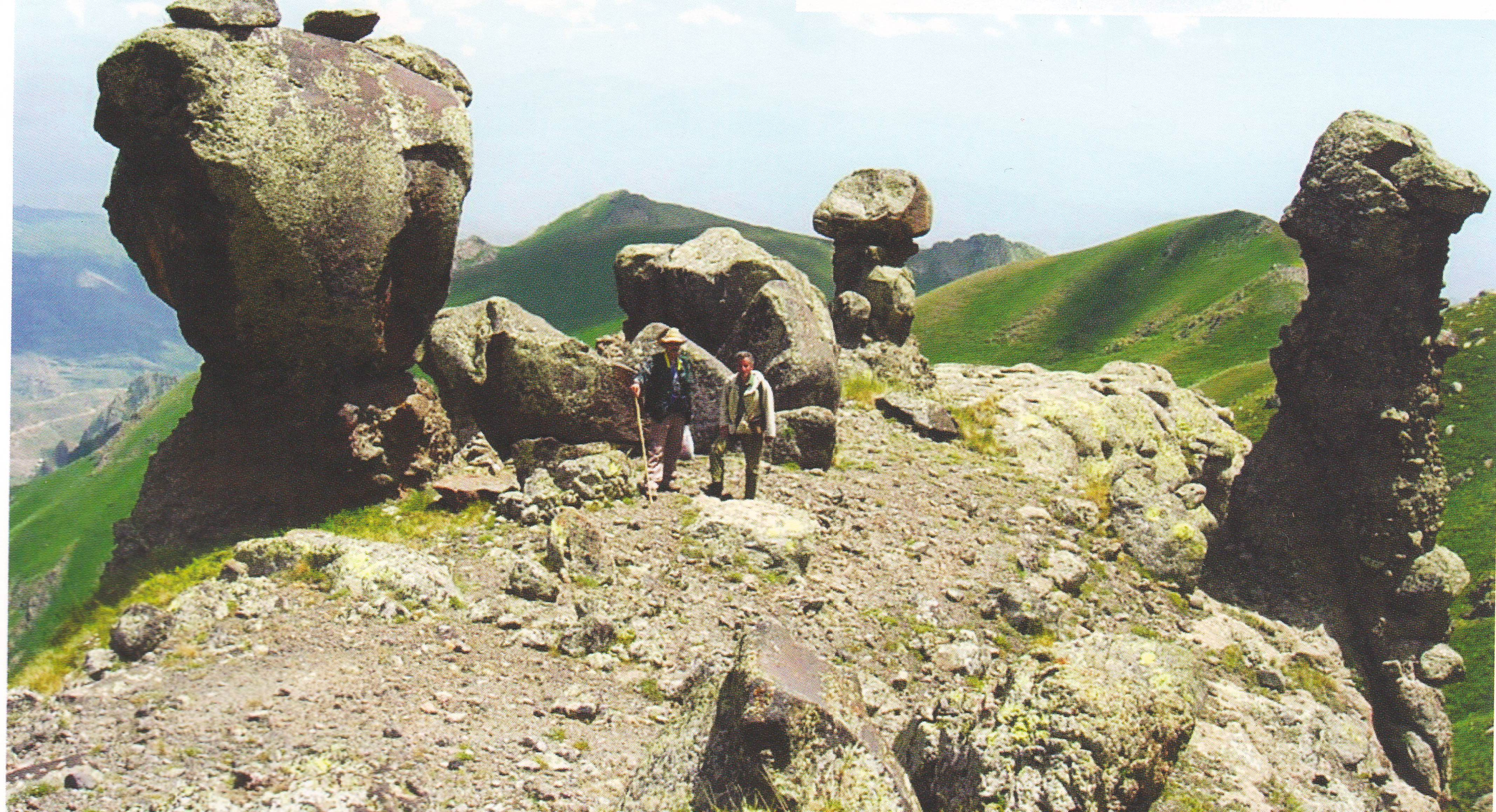
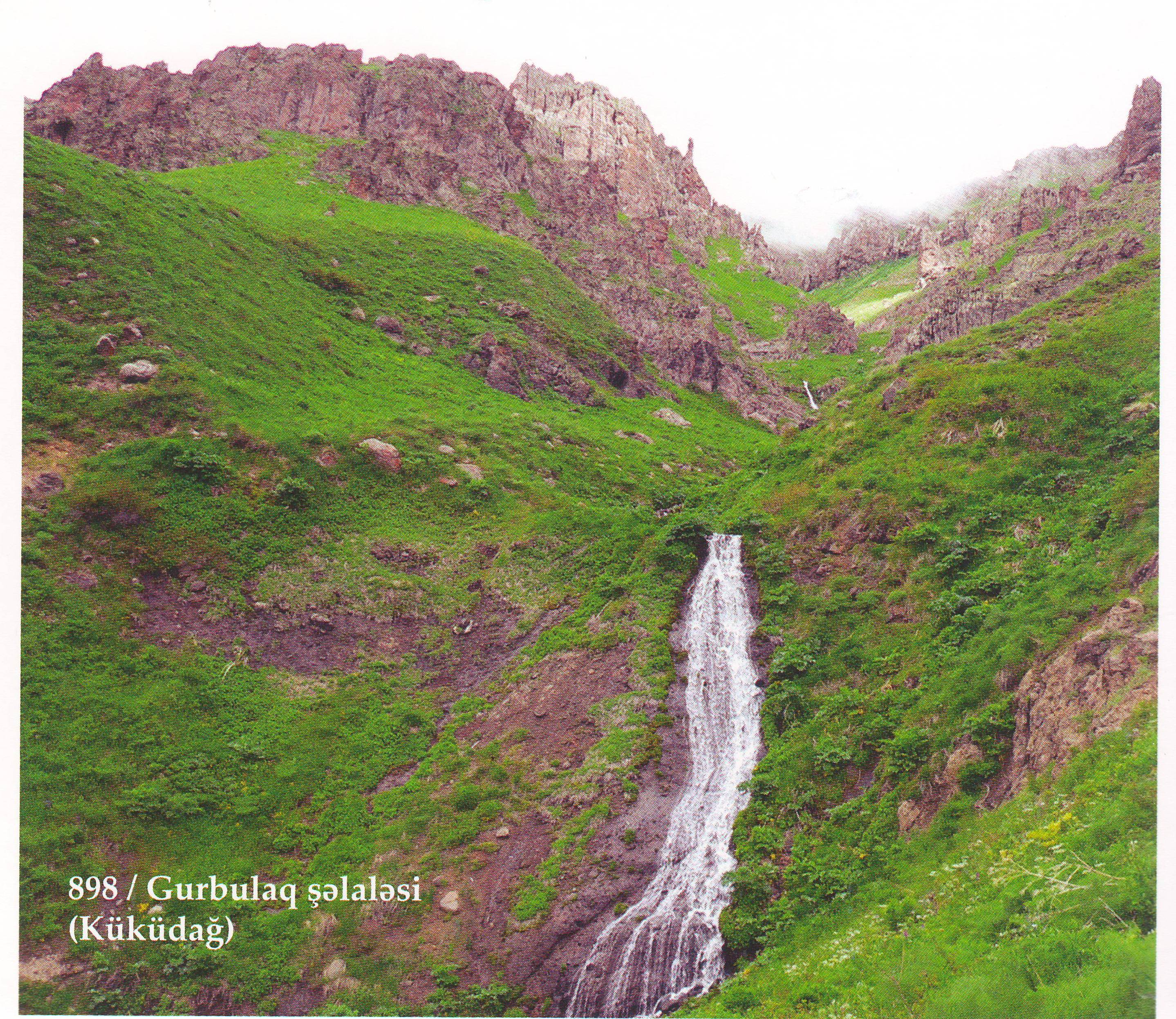
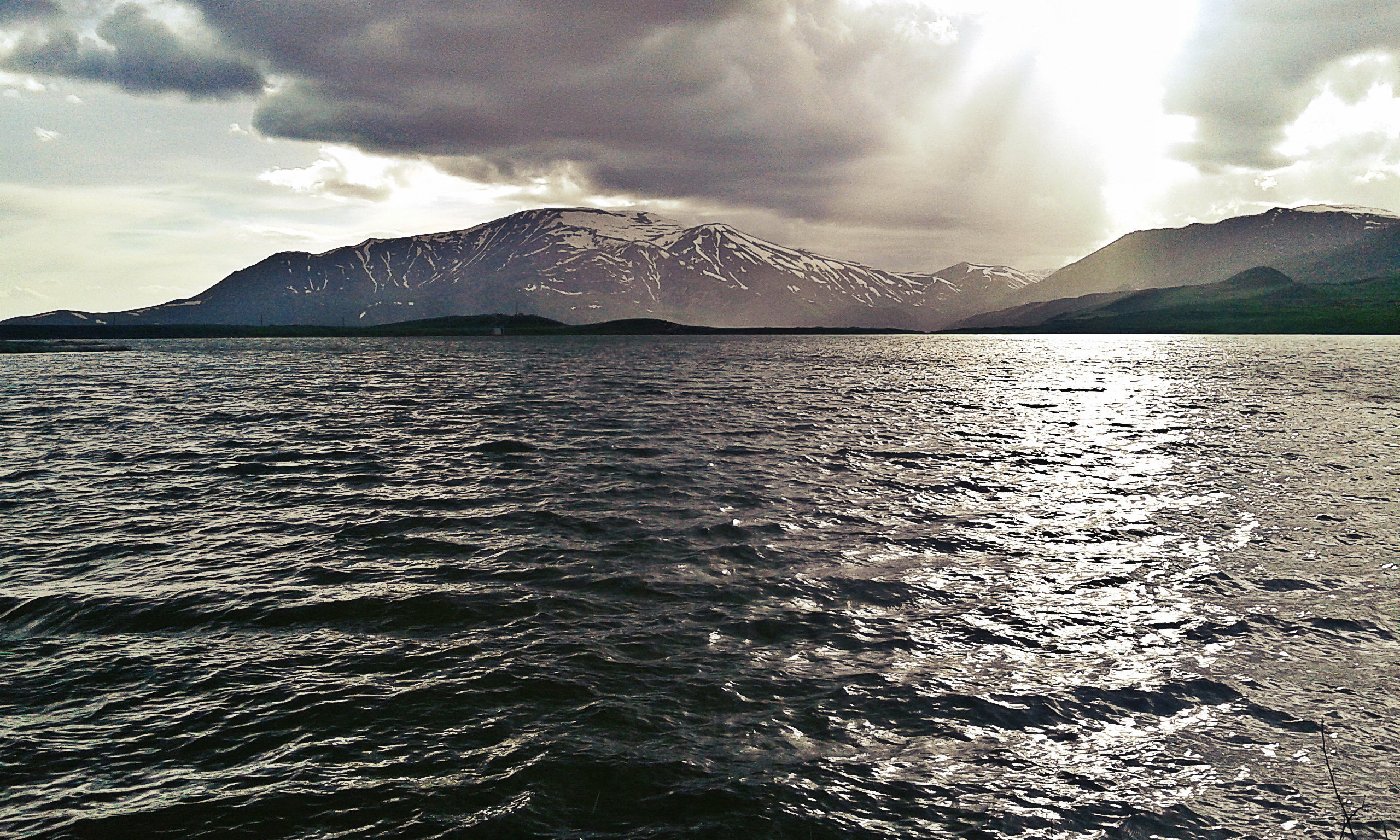
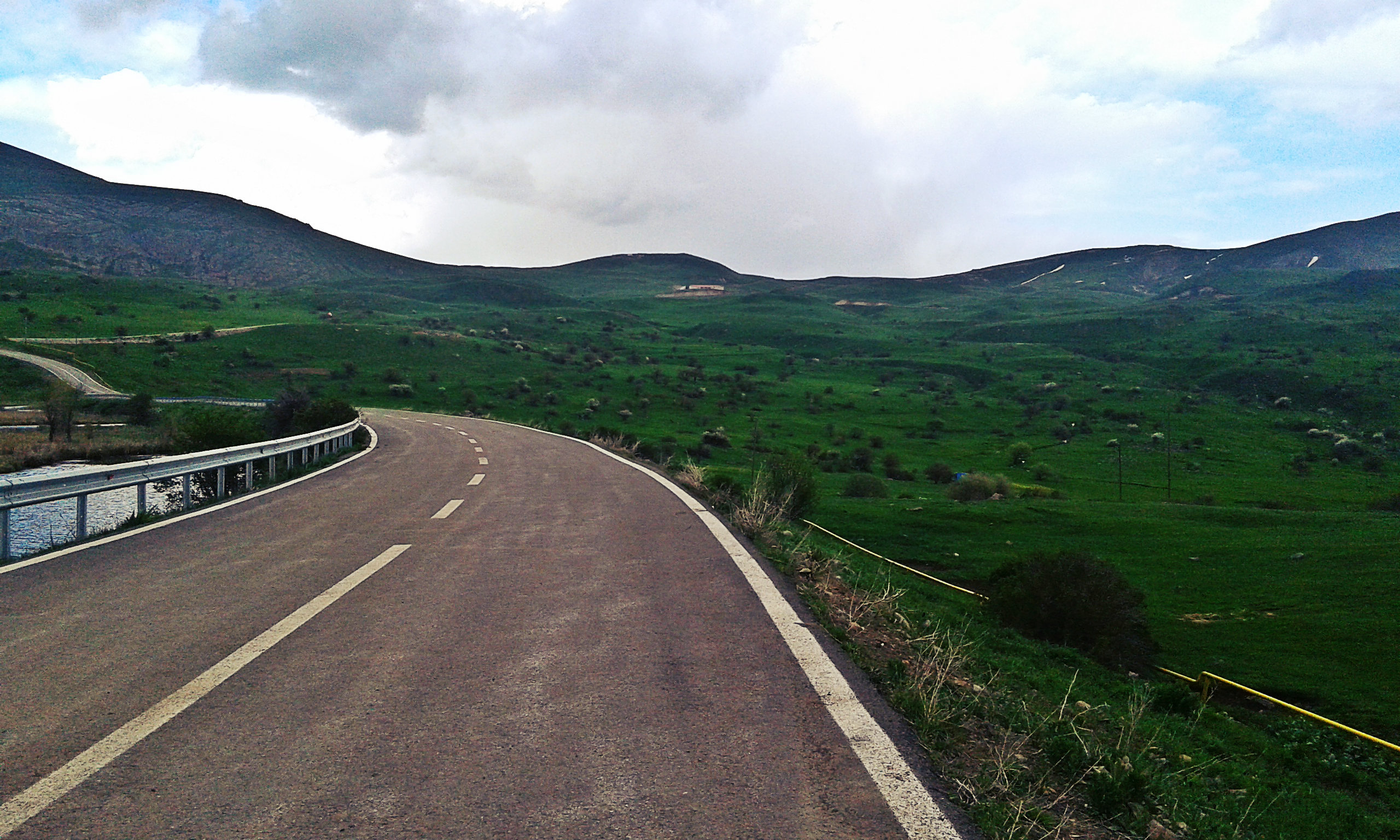
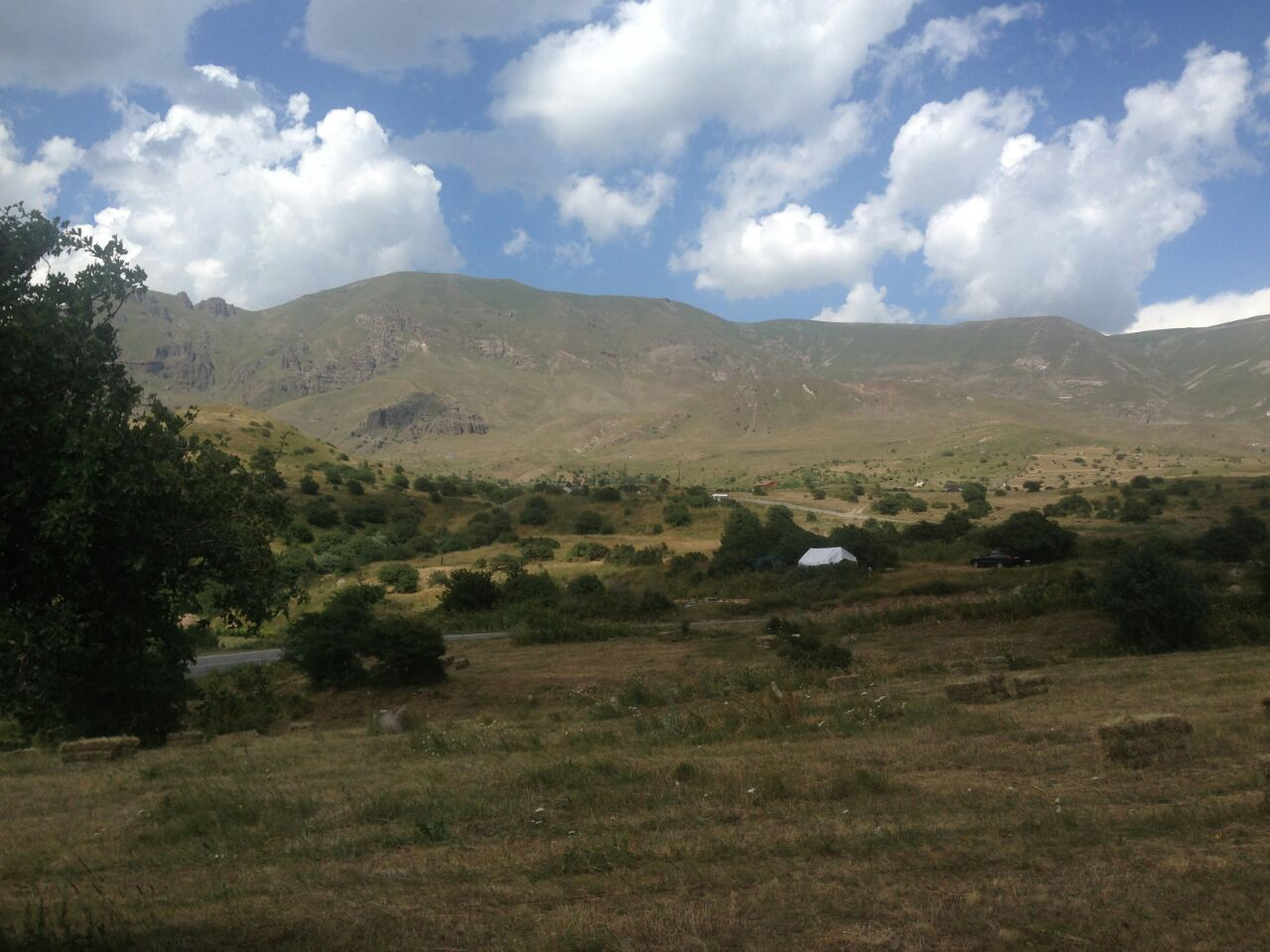
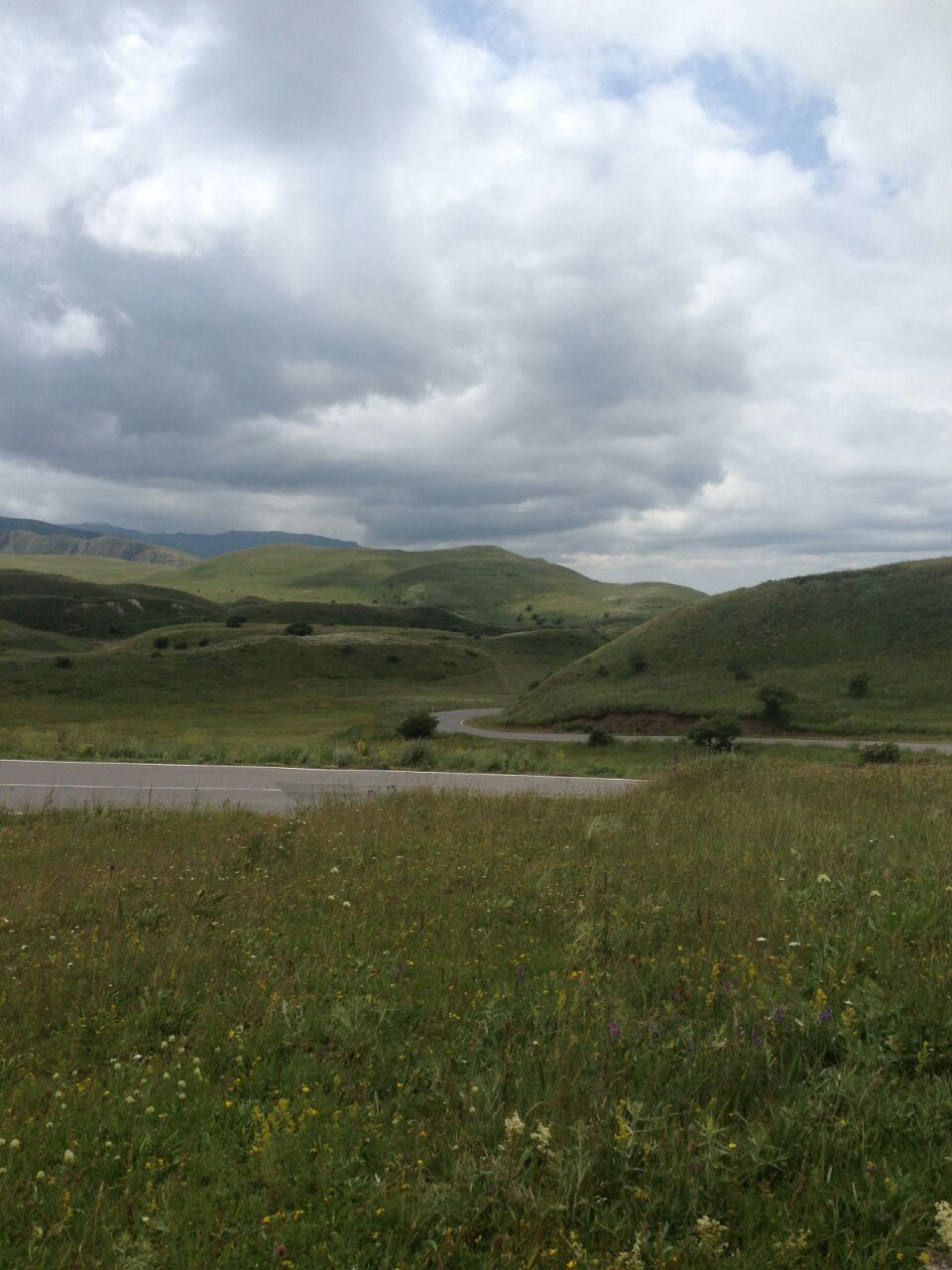
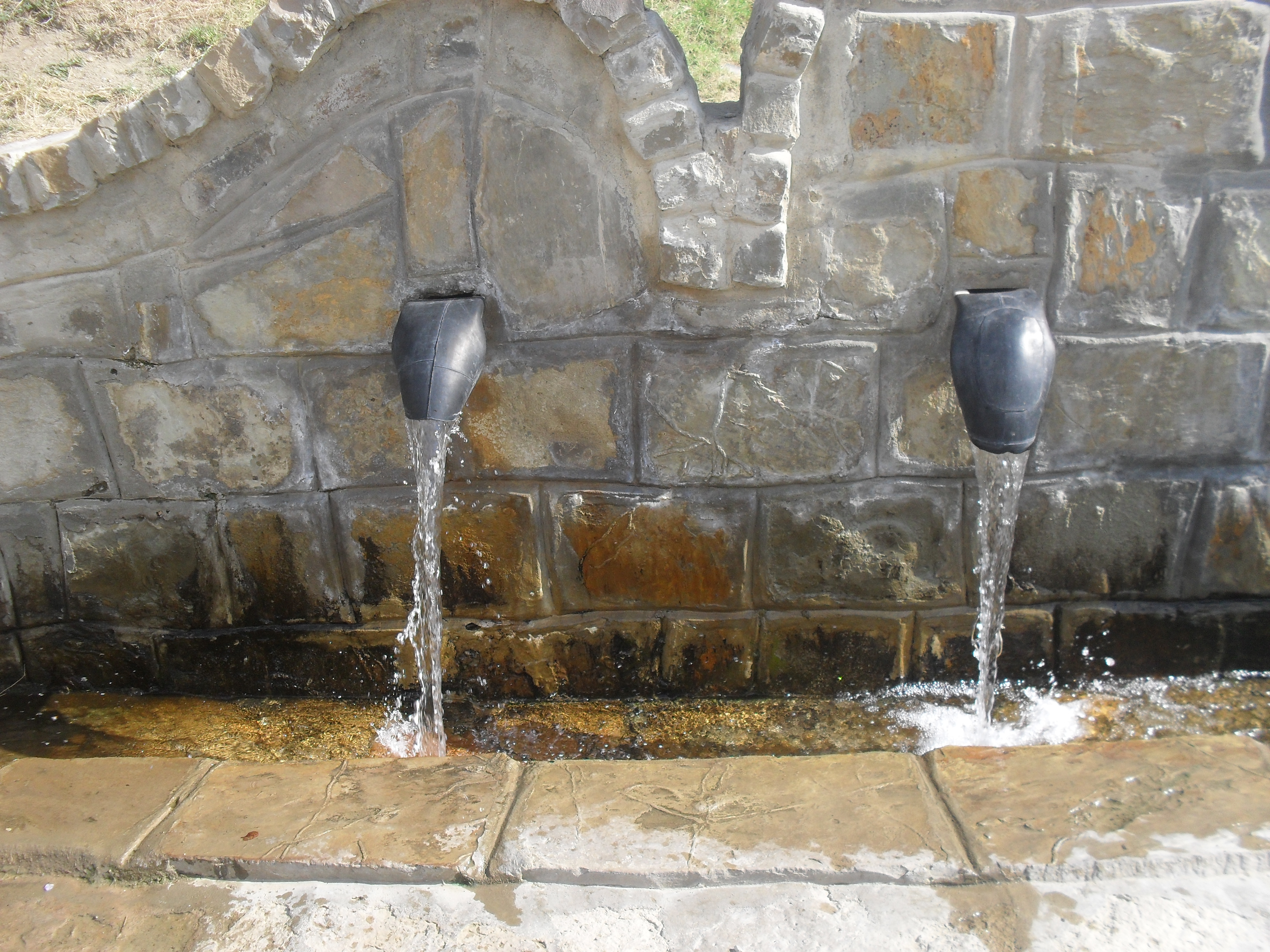